# Лоб, Роман
Роман Хэст Лоб (нем. Roman Häst Lob, род. 2 июля 1990 в Дюссельдорфе) — немецкий певец, представитель Германии на конкурсе песни Евровидение 2012.

## Музыкальная карьера
Детство проходит в Нойштадте с сестрой и родителями. Роман Лоб начал петь ещё в хоре в детском саду. От своего деда, который играл на органе в церкви, он научился играть на пианино. И уже в 8 лет Роман решает связать свою жизнь с музыкой. В музыкальной школе (Musik-AG der Realschule Neustadt) он находит у себя талант к пению. Кроме того, Роман брал уроки игры на фортепиано и ударных. Первое профессиональное выступление состоялось в 14 лет.
В 2005 году была создана группа «Painful Poison», в которой Роман Лоб играл на барабанах. Также он был вокалистом металл — группы «Days of Despite», которая была основана осенью 2007 года.
В 2007 году он предпринимал попытку участия в конкурсе «Deutschland sucht den Superstar», Он впервые предстал перед широкой публикой. Там он вошёл в двадцатку лучших исполнителей, но из-за проблем со связками был вынужден покинуть шоу. Романа пригласили для участия в этом конкурсе повторно в 2008 году, но он отказался. Роман Лоб по образованию промышленный механик, и он начал работать в этой сфере. Вскоре он продолжил выступать, став участником альтернативной рок-группы «Rooftop Kingdom».
В 2008 году Роман Лоб в составе группы «G12P» вместе с Акселем Фишером с песней «When The Boys Come» участвовал в отборе на Евровидение 2008, но ему не удалось набрать определённое количество баллов.
В феврале 2012 года Роман Лоб вместе с его командой выиграли в отборочном туре «Наша звезда для Баку» («Unser Star für Baku»).
Композиция «Standing Still» была исполнена в финале 26 мая.
По итогам конкурса Евровидения представитель Германии Роман Лоб занял 8 место, набрав 110 баллов.
31 августа 2012 года Роман представил новый сингл «Call Out The Sun».
27 февраля 2014 был впервые исполнен лидсингл с нового альбома — песня «All That Matters».

## Стиль
Музыка Лоба, как правило, развивалась под влиянием рок-музыки. Тем не менее он выбрал для своего дебютного альбома жанр поп-музыки, чтобы быть коммерчески успешным.
Примером для подражания Роман назвал Ксавьера Найду. Он также указал на группу Paramore как на ещё одного исполнителя, оказавшего влияние на его произведения.

## Дискография

### Альбомы
| Год  | Альбом                                                                                           | Пиковые позиции в чартах | Пиковые позиции в чартах | Пиковые позиции в чартах | Пиковые позиции в чартах |
| Год  | Альбом                                                                                           | Флаг Германии            | Флаг Австрии             | Флаг Швейцарии           |                          |
| ---- | ------------------------------------------------------------------------------------------------ | ------------------------ | ------------------------ | ------------------------ | ------------------------ |
| 2012 | Changes - Студийный альбом - Релиз: 13 апреля 2012 - Лейбл: Universal - Жанр: Поп, Рок           | 9                        | 50                       | 81                       |                          |
| 2014 | Home - Студийный альбом - Релиз: 25 июля 2014 - Лейбл: One Artist - Жанр: Поп                    |                          |                          |                          |                          |
| 2015 | Acoustic Session 1. - Акустический альбом - Релиз: 3 апреля 2015 - Лейбл: One Artist - Жанр: Поп |                          |                          |                          |                          |

### Синглы
- Standing Still (2012) - Золотой диск (150.000+ экз.)
- Call Out The Sun (2012)
- All That Matters (2014)
- Home (2014)

## Клипы
| Год  | Название           | Режиссёр                            |
| ---- | ------------------ | ----------------------------------- |
| 2012 | «Standing Still»   | Frank Paul Husmann, Manfred Winkens |
| 2012 | «Call Out The Sun» | Ben Wolf                            |
| 2014 | «All That Matters» | TBA                                 |
| 2014 | «Home»             | TBA                                 |

## Награды
- 2013 Echo в категории Radio-ECHO за «Standing Still»